# Philipp VI. (Frankreich)
Philipp VI. (französisch: Philippe VI de Valois; * 1293; † 22. August 1350 in Coulombs) war von 1328 bis 1350 König von Frankreich.

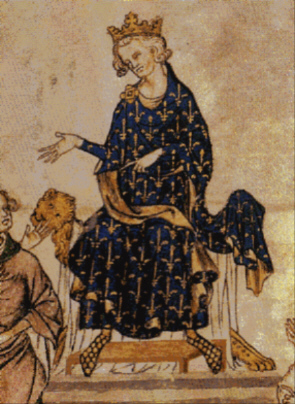
Philipp VI. von Frankreich

Er war der erste König aus dem Haus Valois, einem Seitenzweig der Dynastie der Kapetinger. In seine Regierungszeit fällt der Beginn des Hundertjährigen Krieges zwischen Frankreich und England.

## Leben

### Graf von Valois

#### Herkunft
Philipp war der älteste Sohn des Grafen Karl I. von Valois († 1325) aus dessen erster Ehe mit der Gräfin Margarethe von Anjou († 1299). Beide Eltern waren Angehörige der kapetingischen Dynastie. Der Vater war ein jüngerer Sohn König Philipps III. von Frankreich, während die Mutter der Nebenlinie der Grafen von Anjou angehörte. Die Grafen von Anjou stammten von König Ludwig VIII. von Frankreich ab und waren in Unteritalien zu königlichen Würden gelangt. Von seinem Vater erbte Philipp VI. die Grafschaft Valois, welche der Familie ihren Namen gab, von seiner Mutter die Grafschaften Anjou und Maine, womit Philipp einer der reichsten Fürsten des Landes war und damit auch die herausragende politische Position seines Vaters übernahm.

#### Regentschaft
Am 1. Februar 1328 starb mit Karl IV. dem Schönen der letzte König der Kapetinger, ohne in direkter Linie einen erbberechtigten Sohn hinterlassen zu haben. Er ließ lediglich eine schwangere Witwe zurück, was die Frage der Regentschaft für den verwaisten Thron bis zur Geburt des Kindes und, im Falle der Geburt eines Knaben, die Vormundschaft über dieses aufwarf. Verbunden mit der Frage nach der Regentschaft sollte auch die Thronfolge im Falle der Geburt eines Mädchens sein, wonach der Regent automatisch die Krone übernehmen sollte. Die wenige Tage nach dem Tod des Königs einberufene Versammlung der Pairs und Juristen in Paris hatte in einer Grundsatzdiskussion zu entscheiden, ob die Regierung des Landes auch an einen Angehörigen der königlichen Familie übergeben werden könne, der über seine Mutter dieser angehörte. Frauen wurden in der Thronfolge durch die Anerkennung der Lex Salica 1317 ausgeschlossen; offen blieb allerdings die Frage, ob sie einen Anspruch auf die Thronfolge weitervererben konnten. In diesem Fall wäre König Eduard III. von England als Neffe des verstorbenen Königs der erste Anwärter auf die Regentschaft und im Falle der Geburt eines Mädchens auch erster Anwärter auf den Thron.
Die Versammlung entschied letztlich, dass eine Frau, die selbst keinen Anspruch auf die Krone hat, diesen auch nicht vererben könne, womit die Ansprüche Eduards, der diese durch Gesandte auch gestellt hatte, verworfen wurden. Stattdessen wurde Philipp von Valois, als Cousin ersten Grades des toten Königs, mit der Regentschaft über das Königreich betraut. Mit Graf Philipp von Évreux stand ein weiterer Prätendent der Kapetinger im selben verwandtschaftlichen Grad, der zudem noch mit der Tochter König Ludwigs X. verheiratet war, für die Wahl zur Verfügung, doch verfügte er weder über den nötigen Einfluss noch einen persönlichen Ehrgeiz auf dieses Amt. Die Entscheidung für Philipp von Valois war für das französische Thronfolgereglement von nachhaltigem Einfluss, wurden dadurch Frauen ganz daraus ausgeschlossen und fremden Herrschern die Möglichkeit genommen, durch eine Einheirat in die königliche Familie die Krone an sich zu bringen.
Stammtafel der letzten Kapetinger:
|                                            |                                            |                                            |                                            |                                            |                                            |  |  |                                           |                                           |                                           |                                           |                                              |                                              |                                              |                                              |                                              |                                              |                                             |                                             |                                             |                                             |  |  | Philipp III. König von Frankreich (1270–1285) |                                          |                                          |                                          |                                           |                                           |                                           |                                           |                                           |                                           |                                          |                                          |                                          |                                          |  |  |                                              |                                              |                                              |                                              |                                              |                                              |  |  |                         |                         |                         |                         |                         |                         |  |  |  |  |  |  |  |  |  |  |  |  |  |  |  |  |  |  |
|                                            |                                            |                                            |                                            |                                            |                                            |  |  |                                           |                                           |                                           |                                           |                                              |                                              |                                              |                                              |                                              |                                              |                                             |                                             |                                             |                                             |  |  |                                               |                                          |                                          |                                          |                                           |                                           |                                           |                                           |                                           |                                           |                                          |                                          |                                          |                                          |  |  |                                              |                                              |                                              |                                              |                                              |                                              |  |  |                         |                         |                         |                         |                         |                         |  |  |  |  |  |  |  |  |  |  |  |  |  |  |  |  |  |  |
|                                            |                                            |                                            |                                            |                                            |                                            |  |  |                                           |                                           |                                           |                                           |                                              |                                              |                                              |                                              |                                              |                                              |                                             |                                             |                                             |                                             |  |  |                                               |                                          |                                          |                                          |                                           |                                           |                                           |                                           |                                           |                                           |                                          |                                          |                                          |                                          |  |  |                                              |                                              |                                              |                                              |                                              |                                              |  |  |                         |                         |                         |                         |                         |                         |  |  |  |  |  |  |  |  |  |  |  |  |  |  |  |  |  |  |
|                                            |                                            |                                            |                                            |                                            |                                            |  |  |                                           |                                           |                                           |                                           | Philipp IV. König von Frankreich (1285–1314) | Philipp IV. König von Frankreich (1285–1314) | Philipp IV. König von Frankreich (1285–1314) | Philipp IV. König von Frankreich (1285–1314) | Philipp IV. König von Frankreich (1285–1314) | Philipp IV. König von Frankreich (1285–1314) |                                             |                                             |                                             |                                             |  |  |                                               |                                          |                                          |                                          |                                           |                                           |                                           |                                           |                                           |                                           |                                          |                                          |                                          |                                          |  |  | Karl Graf von Valois                         | Karl Graf von Valois                         | Karl Graf von Valois                         | Karl Graf von Valois                         | Karl Graf von Valois                         | Karl Graf von Valois                         |  |  | Ludwig Graf von Évreux  | Ludwig Graf von Évreux  | Ludwig Graf von Évreux  | Ludwig Graf von Évreux  | Ludwig Graf von Évreux  | Ludwig Graf von Évreux  |  |  |  |  |  |  |  |  |  |  |  |  |  |  |  |  |  |  |
|                                            |                                            |                                            |                                            |                                            |                                            |  |  |                                           |                                           |                                           |                                           | Philipp IV. König von Frankreich (1285–1314) | Philipp IV. König von Frankreich (1285–1314) | Philipp IV. König von Frankreich (1285–1314) | Philipp IV. König von Frankreich (1285–1314) | Philipp IV. König von Frankreich (1285–1314) | Philipp IV. König von Frankreich (1285–1314) |                                             |                                             |                                             |                                             |  |  |                                               |                                          |                                          |                                          |                                           |                                           |                                           |                                           |                                           |                                           |                                          |                                          |                                          |                                          |  |  | Karl Graf von Valois                         | Karl Graf von Valois                         | Karl Graf von Valois                         | Karl Graf von Valois                         | Karl Graf von Valois                         | Karl Graf von Valois                         |  |  | Ludwig Graf von Évreux  | Ludwig Graf von Évreux  | Ludwig Graf von Évreux  | Ludwig Graf von Évreux  | Ludwig Graf von Évreux  | Ludwig Graf von Évreux  |  |  |  |  |  |  |  |  |  |  |  |  |  |  |  |  |  |  |
|                                            |                                            |                                            |                                            |                                            |                                            |  |  |                                           |                                           |                                           |                                           |                                              |                                              |                                              |                                              |                                              |                                              |                                             |                                             |                                             |                                             |  |  |                                               |                                          |                                          |                                          |                                           |                                           |                                           |                                           |                                           |                                           |                                          |                                          |                                          |                                          |  |  |                                              |                                              |                                              |                                              |                                              |                                              |  |  |                         |                         |                         |                         |                         |                         |  |  |  |  |  |  |  |  |  |  |  |  |  |  |  |  |  |  |
| Ludwig X. König von Frankreich (1314–1316) | Ludwig X. König von Frankreich (1314–1316) | Ludwig X. König von Frankreich (1314–1316) | Ludwig X. König von Frankreich (1314–1316) | Ludwig X. König von Frankreich (1314–1316) | Ludwig X. König von Frankreich (1314–1316) |  |  | Karl IV. König von Frankreich (1322–1328) | Karl IV. König von Frankreich (1322–1328) | Karl IV. König von Frankreich (1322–1328) | Karl IV. König von Frankreich (1322–1328) | Karl IV. König von Frankreich (1322–1328)    | Karl IV. König von Frankreich (1322–1328)    |                                              |                                              | Philipp V. König von Frankreich (1316–1322)  | Philipp V. König von Frankreich (1316–1322)  | Philipp V. König von Frankreich (1316–1322) | Philipp V. König von Frankreich (1316–1322) | Philipp V. König von Frankreich (1316–1322) | Philipp V. König von Frankreich (1316–1322) |  |  | Isabella Königin von England (1308–1327)      | Isabella Königin von England (1308–1327) | Isabella Königin von England (1308–1327) | Isabella Königin von England (1308–1327) | Isabella Königin von England (1308–1327)  | Isabella Königin von England (1308–1327)  |                                           |                                           | Eduard II. König von England (1307–1327)  | Eduard II. König von England (1307–1327)  | Eduard II. König von England (1307–1327) | Eduard II. König von England (1307–1327) | Eduard II. König von England (1307–1327) | Eduard II. König von England (1307–1327) |  |  | Philipp VI. König von Frankreich (1328–1350) | Philipp VI. König von Frankreich (1328–1350) | Philipp VI. König von Frankreich (1328–1350) | Philipp VI. König von Frankreich (1328–1350) | Philipp VI. König von Frankreich (1328–1350) | Philipp VI. König von Frankreich (1328–1350) |  |  | Philipp Graf von Évreux | Philipp Graf von Évreux | Philipp Graf von Évreux | Philipp Graf von Évreux | Philipp Graf von Évreux | Philipp Graf von Évreux |  |  |  |  |  |  |  |  |  |  |  |  |  |  |  |  |  |  |
| Ludwig X. König von Frankreich (1314–1316) | Ludwig X. König von Frankreich (1314–1316) | Ludwig X. König von Frankreich (1314–1316) | Ludwig X. König von Frankreich (1314–1316) | Ludwig X. König von Frankreich (1314–1316) | Ludwig X. König von Frankreich (1314–1316) |  |  | Karl IV. König von Frankreich (1322–1328) | Karl IV. König von Frankreich (1322–1328) | Karl IV. König von Frankreich (1322–1328) | Karl IV. König von Frankreich (1322–1328) | Karl IV. König von Frankreich (1322–1328)    | Karl IV. König von Frankreich (1322–1328)    |                                              |                                              | Philipp V. König von Frankreich (1316–1322)  | Philipp V. König von Frankreich (1316–1322)  | Philipp V. König von Frankreich (1316–1322) | Philipp V. König von Frankreich (1316–1322) | Philipp V. König von Frankreich (1316–1322) | Philipp V. König von Frankreich (1316–1322) |  |  | Isabella Königin von England (1308–1327)      | Isabella Königin von England (1308–1327) | Isabella Königin von England (1308–1327) | Isabella Königin von England (1308–1327) | Isabella Königin von England (1308–1327)  | Isabella Königin von England (1308–1327)  |                                           |                                           | Eduard II. König von England (1307–1327)  | Eduard II. König von England (1307–1327)  | Eduard II. König von England (1307–1327) | Eduard II. König von England (1307–1327) | Eduard II. König von England (1307–1327) | Eduard II. König von England (1307–1327) |  |  | Philipp VI. König von Frankreich (1328–1350) | Philipp VI. König von Frankreich (1328–1350) | Philipp VI. König von Frankreich (1328–1350) | Philipp VI. König von Frankreich (1328–1350) | Philipp VI. König von Frankreich (1328–1350) | Philipp VI. König von Frankreich (1328–1350) |  |  | Philipp Graf von Évreux | Philipp Graf von Évreux | Philipp Graf von Évreux | Philipp Graf von Évreux | Philipp Graf von Évreux | Philipp Graf von Évreux |  |  |  |  |  |  |  |  |  |  |  |  |  |  |  |  |  |  |
|                                            |                                            |                                            |                                            |                                            |                                            |  |  |                                           |                                           |                                           |                                           |                                              |                                              |                                              |                                              |                                              |                                              |                                             |                                             |                                             |                                             |  |  |                                               |                                          |                                          |                                          |                                           |                                           |                                           |                                           |                                           |                                           |                                          |                                          |                                          |                                          |  |  |                                              |                                              |                                              |                                              |                                              |                                              |  |  |                         |                         |                         |                         |                         |                         |  |  |  |  |  |  |  |  |  |  |  |  |  |  |  |  |  |  |
| Johann I. König von Frankreich (1316)      | Johann I. König von Frankreich (1316)      | Johann I. König von Frankreich (1316)      | Johann I. König von Frankreich (1316)      | Johann I. König von Frankreich (1316)      | Johann I. König von Frankreich (1316)      |  |  |                                           |                                           |                                           |                                           |                                              |                                              |                                              |                                              |                                              |                                              |                                             |                                             |                                             |                                             |  |  |                                               |                                          |                                          |                                          | Eduard III. König von England (1327–1377) | Eduard III. König von England (1327–1377) | Eduard III. König von England (1327–1377) | Eduard III. König von England (1327–1377) | Eduard III. König von England (1327–1377) | Eduard III. König von England (1327–1377) |                                          |                                          |                                          |                                          |  |  |                                              |                                              |                                              |                                              |                                              |                                              |  |  |                         |                         |                         |                         |                         |                         |  |  |  |  |  |  |  |  |  |  |  |  |  |  |  |  |  |  |

### König von Frankreich

#### Herrschaftsantritt
Am 1. April 1328 brachte die Königinwitwe eine Tochter zur Welt, worauf sich Philipp noch am selben Tag zum König proklamieren ließ. Mit dem Grafen von Évreux und dessen Ehefrau fand er schnell einen Ausgleich, indem er ihnen die Nachfolge im Königreich Navarra, auf das er selber keinen Anspruch besaß, nicht verwehrte und sie mit zusätzlichen Ländereien in Frankreich ausstattete. Lediglich auf die Champagne wollte Philipp nicht verzichten und sollte nach jahrelangen Verhandlungen die Abtretung dieser reichen Provinz an die Krone erreichen. Am 29. Mai 1328 wurde Philipp mit seiner Frau in der Kathedrale von Reims in Anwesenheit zahlreicher Pairs und des Königs Johann von Böhmen zum König gesalbt und gekrönt.
Unmittelbar darauf berief er bei Arras sein Heer zusammen, um mit diesem nach Flandern zu ziehen und die dortige Revolte des Volkes gegen den Grafen Ludwig von Flandern niederzuwerfen. In der Schlacht von Cassel gelang ihm dabei ein glänzender Sieg, der Flandern wieder unter die Botmäßigkeit Frankreichs brachte.

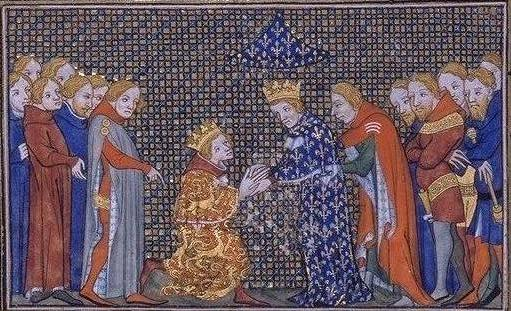
Eduard III. huldigt Philipp VI. in Amiens
(Grandes Chroniques de France, 14. Jahrhundert)

Durch diesen Erfolg ermutigt, sandte Philipp eine Delegation nach London, die den englischen König zur Leistung des Lehnseides für die Herzogtümer Aquitanien und Gascogne (Guyenne) aufforderte, wie es in den Verträgen von Paris 1259 und 1303 bestimmt worden war. Die Gesandtschaft scheiterte zunächst an der entschiedenen Ablehnung der regierenden Königinmutter Isabelle, der Tochter König Philipps IV. von Frankreich, und Schwester des vormaligen französischen Königs Karl IV., die darauf hinwies, dass Philipp von Valois als Sohn eines Grafen nicht über den Sohn eines Königs gebieten könne. Erst nachdem man dem englischen König die Entziehung seiner Lehen in Frankreich angedroht hatte, reiste Eduard III. nach Amiens, wo er im Juni 1329 die geforderte Huldigung gegenüber Philipp leistete und ihn durch diesen Akt als König von Frankreich anerkannte.

#### Innenpolitik
In den folgenden Jahren war Philipp mit der Festigung seiner Herrschaft im Königreich beschäftigt, wo ihm 1330, bei einer Versammlung im Schloss Vincennes, eine klarere Trennung zwischen geistlicher und weltlicher Gerichtsbarkeit misslang. Dabei offenbarte sich seine schwache Machtposition gegenüber jenen geistlichen und weltlichen Pairs seines Landes, die ihm erst die Nachfolge auf den Thron ermöglicht hatten und auf deren Interessen er nun Rücksicht nehmen musste.
Dies wiederholte sich in dem komplizierten Erbfolgestreit in der Grafschaft Artois. Nach dem Tod der Gräfin Mathilde 1329 berücksichtigte Philipp die Erbfolge deren Tochter Johanna, womit er die Ansprüche des ehemaligen Grafen des Artois Robert überging. Zum Ausgleich verlieh er diesem die Pairswürde für die Grafschaft Beaumont. Nachdem Johanna schon 1330 verstorben war, gedachte Philipp das Artois der Krondomäne einzugliedern. Doch Johannas gleichnamige Tochter wie auch Graf Robert brachten den Fall vor das Parlement de Paris, das zu Johannas Gunsten entschied, ein Urteil, das Philipp anerkennen musste. Schwerwiegende Folgen für den König sollte die zugleich ausgesprochene Verbannung Roberts durch das Parlement bedeuten, denn der zog an den Hof des englischen Königs, wo er fortan gegen Frankreich konspirierte.
Dadurch kam es erneut zu Spannungen zwischen beiden Monarchen, nachdem Eduard III. das seit 1324 konfiszierte Agenois zurückgefordert hatte. Zugleich verlangte Philipp vom englischen König eine erneute Huldigung, nachdem er festgestellt hatte, dass erstere in Amiens keinen ligischen Charakter aufwies, wie es für französische Pairs sonst üblich war. Im April 1331 trafen sich beide Könige bei Pont-Sainte-Maxence (heute im Département Oise), wo Eduard seinen Eid erneuerte, und Philipp ihm im Ausgleich das im Jahr zuvor eroberte Saintes zurückgab.
In den folgenden Jahren musste Philipp besonders in der Finanzpolitik erhebliche Rückschläge hinnehmen, als er mehrere Steuererhebungen, die besonders die Städte des Languedoc verweigerten, zurücknehmen musste. Als er auch in Anbetracht der Spannungen mit England sein 1332 geplantes Kreuzzugsunternehmen absagte, beendete Papst Benedikt XII. die Zahlung des Zehnten an die Krone, womit sich deren finanzielle Probleme weiter zuspitzten.

### Der Hundertjährige Krieg

#### Der Krieg beginnt
Trotz der Gespräche des Jahres 1331 verschlechterte sich das Verhältnis zwischen Frankreich und England zunehmend. Ursache waren einmal mehr die unklaren Rechtsverhältnisse beider Könige in der Guyenne, welche Eduard III. so weit wie möglich von der französischen Oberhoheit lösen wollte. Verhandlungen um den Status dieses Lehens scheiterten 1333, nachdem Philipp den englischen König zu einem Verzicht auf die Eroberung Schottlands aufgefordert hatte und dem vertriebenen schottischen König David II. Bruce Asyl gewährte. Auf die darauf folgenden diplomatischen Streitigkeiten reagierte Philipp mit der Verlegung seiner Flotte aus dem Mittelmeer in den Ärmelkanal und der Entsendung von Truppen nach Schottland. Als Philipp am 24. Mai 1337 die Guyenne und die Grafschaft Ponthieu konfiszierte, weil Eduard seinen Lehnspflichten nicht nachgekommen sei, kündigte dieser sein Treueverhältnis zu dem, „der sich König von Frankreich nennt“, auf. Dies bedeutete faktisch den Eintritt des Kriegszustandes zwischen beiden Königreichen.
Eduard III. suchte ein Bündnis mit rheinischen Fürsten und schließlich mit Kaiser Ludwig dem Bayer, der ebenfalls aufgrund seiner ablehnenden Haltung gegenüber Papst Johannes XXII. ein Gegner Frankreichs war. In den Jahren 1335 bis 1337 gelang es Philipp mehrfach, eine Absolution des gebannten Kaisers durch Papst Benedikt XII. zu verhindern, womit er eine Diskreditierung Ludwigs des Bayern erreichte, die den Handlungsspielraum des Kaisers im Reich und in seinem Verhältnis zu Eduard III. effektvoll behinderte. Zwar kam es im August 1338 in Koblenz zu einem formellen Bündnis des englischen Königs mit dem Kaiser, das aber kaum zum Tragen kam, da England die vereinbarte finanzielle Unterstützung für den Kaiser nicht leisten konnte oder wollte.
1338 begannen die Kampfhandlungen mit Seegefechten im Ärmelkanal und Überfällen französischer Piraten auf die englische Küste. 1339 musste Philipp die Landung englischer Truppen in Flandern hinnehmen, konnte deren Vormarsch aber bei Saint-Quentin aufhalten. Im Gegenzug gelang es Eduard zum Ende des Jahres, die flämischen Bürger unter Jacob van Artevelde, die ihren Grafen nach einer Revolte vertrieben hatten, in sein Bündnis zu bewegen. Die von dem Wollimport aus England abhängigen flämischen Städte waren die ersten, die Eduard im Frühjahr 1340 als König von Frankreich anerkannten, doch Philipp konnte einen weiteren Vorstoß des Engländers bei Cambrai zurückdrängen. Eine schwere Niederlage musste seine Flotte allerdings am 24. Juni 1340 hinnehmen, als sie im Hafen von Sluis von einer englischen vernichtet wurde. Hierdurch zeichnete sich ein Patt ab, das beide Parteien zur Unterzeichnung eines Waffenstillstandes (25. September) nutzten.
Der Waffenstillstand verursachte erneut finanzielle Probleme für Philipp, da die Stände jetzt ihre Zahlungen der Verkaufssteuer einstellten. Die Kämpfe gingen jedoch weiter, nachdem 1341 der Herzog Johann III. von Bretagne gestorben war und darauf ein Erbfolgekrieg um die Bretagne ausgebrochen war, der sich zu einem Stellvertreterkrieg Philipps und Eduards entwickelte, der nur durch einen kurzzeitigen von Papst Clemens VI. 1343 vermittelten Waffenstillstand in Malestroit unterbrochen wurde. Um den Krieg finanzieren zu können, führte Philipp eine Salzsteuer (Gabelle) ein, die dem Staat fortan das Salz-Monopol verschaffte. Weiterhin führte er eine Verbesserung der Münze durch, für die er im Gegenzug durch die Generalstände 1343 neue Steuerzahlungen bewilligt bekam. Die Stände waren weiterhin bereit, Truppenkontingente zu stellen oder zu finanzieren, nachdem ihnen Philipp eine Entschädigung für erlittene wirtschaftliche Einbussen durch die Gabelle in Aussicht gestellt hatte.

#### Niederlage bei Crécy und Tod

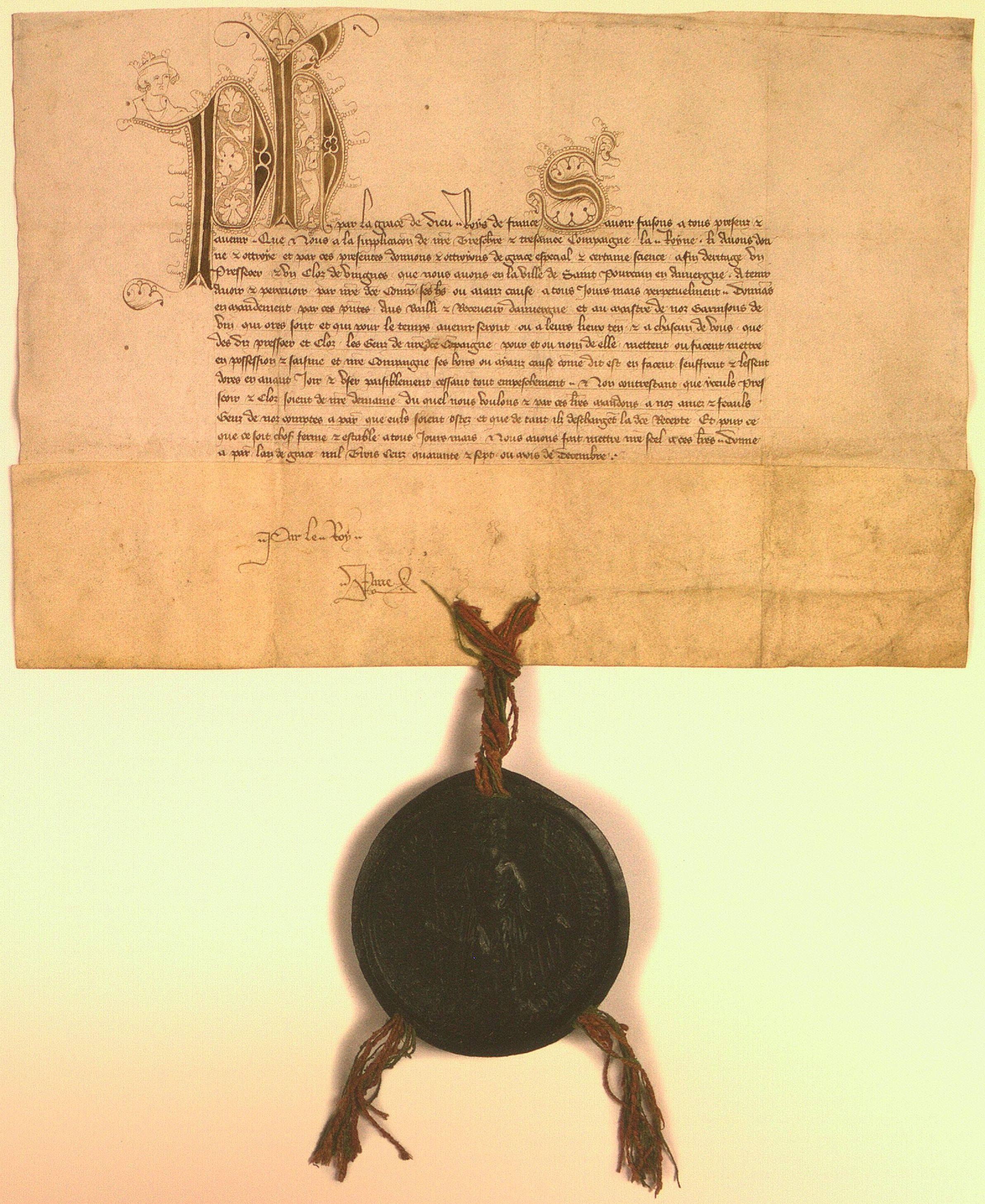
Eine Urkunde Philipps VI. für seine Gattin Johanna von Burgund, Dezember 1347. Paris, Archives nationales, J 357 B, Nr. 15

Grab König Philipps VI. in Saint-Denis

Am 11. Juli 1346 landete Eduard mit einem Heer unerwartet in der Normandie, nahm Caen und zog in Richtung Osten, bei Poissy die Seine überquerend. Philipp berief eilends ein Volksaufgebot zusammen und nahm die Verfolgung des schwächeren englischen Heeres auf. Nördlich von Abbeville kam es am 26. August zur Schlacht bei Crécy, wo das französische Ritterheer eine vernichtende Niederlage erlitt. In dieser Schlacht konnten sich 12.000 Engländer, die jedoch über 8.000 Bogenschützen verfügten, gegen 40.000 Franzosen, größtenteils schwere Kavallerie, durchsetzen. Damit wurde der Niedergang des Rittertums eingeleitet. Philipps Bruder, Karl von Alençon, wie auch Johann von Böhmen, fielen im Kampf. Philipp zog sich darauf nach Amiens zurück, während Eduard weiter auf Calais marschierte und die Belagerung der Stadt aufnahm. Zur gleichen Zeit musste Prinz Johann die Belagerung von Aiguillon aufgeben und den Rückzug in den Norden antreten, was es den Engländern ermöglichte, größere Gebiete im Süden wie zum Beispiel Poitiers einzunehmen. Im Mai 1347 gelang es Philipp bei Arras ein neues Heer zusammenzuführen und zu einem Entsatz nach Calais zu ziehen. Allerdings war sein Heer nicht stark genug, um die Belagerung aufzuheben, weshalb er sich am 2. August zurückziehen musste. Zwei Tage darauf ergab sich Calais, wodurch England einen starken Brückenkopf an der nordfranzösischen Küste gewann.
Zu diesem Zeitpunkt breitete sich innerhalb weniger Monate in ganz Frankreich die Große Pest aus, genannt „Schwarzer Tod“. Unter päpstlicher Vermittlung wurde im September desselben Jahres ein Waffenstillstand mit England erreicht, der bis zu Ostern des folgenden Jahres vereinbart wurde. Im November berief Philipp die Generalstände ein, wo er mit deutlicher Kritik an seiner Finanz- und Kriegspolitik konfrontiert wurde. Dennoch gelang es ihm neue Steuerbewilligungen und militärische Unterstützung seitens der Stände zu erreichen, eine verheerende Pestwelle 1348 führte allerdings zu schweren wirtschaftlichen Schäden. Zu einem erneuten Ausbruch des Krieges kam es aber vorerst nicht mehr. Dafür konnte Philipp Gebietsgewinne im Süden erreichen, indem er dem König von Mallorca 1349 die Stadt Montpellier abkaufte. Ebenso konnte sein Sohn die nominell zum Reich gehörende Grafschaft Albon (Dauphiné) übernehmen, nachdem der letzte Dauphin sich in ein Kloster zurückgezogen hatte.
Am 22. August 1350 verstarb Philipp im Alter von 57 Jahren. Er hinterließ Frankreich bei seinem Tode in einem kritischen Zustand, nämlich einem befristeten Waffenstillstand mit England, der aber schon bald unter der nun folgenden Regentschaft seines Sohnes Johann auslaufen sollte. Er galt als tapfer, ritterlich und impulsiv, zuweilen aber auch als dünkelhaft und etwas leichtsinnig und galt trotz der schmerzlichen Niederlagen in seinen späten Regierungsjahren als einer der fähigsten Könige auf dem Lilienthron.
Er wurde in der Grablege der französischen Könige, der Basilika Saint-Denis, beigesetzt. Bei der Plünderung der Königsgräber von Saint-Denis während der Französischen Revolution wurde sein Grab am 21. Oktober 1793 geöffnet und geplündert, seine Überreste wurden in einem Massengrab außerhalb der Kirche beerdigt.

## Ehen und Nachfahren
Philipp heiratete 1313 in Fontainebleau Johanna von Burgund, eine Tochter des Herzogs Robert II. von Burgund und der Agnes von Frankreich. Johanna starb 1348 oder 1349 an der Pest, beider Kinder waren:
- Johann II. (* 26. April 1319 in Le Mans; † 8. April 1364 in London), 1332 Herzog der Normandie, König von Frankreich
- Marie (* 1326; † 22. September 1333 in Paris)
  - ⚭ 1332 mit Johann von Brabant († 1335), Ehe nicht vollzogen
- Ludwig (* 17. Januar 1328 im Schloss Vincennes; † jung)
- Ludwig (* 8. Juni 1330; † 23. Juni 1330)
- Johann (* 1332; † 2. Oktober 1333)
- Philipp (* 1. Juli 1336 in Vincennes; † 1. September 1375 in Orléans), Herzog von Orléans
- Johanna (*/† November 1337 im Schloss Vincennes)
- Sohn (*/† Sommer 1343)

In zweiter Ehe war Philipp seit 1350 mit Blanka von Navarra († 1398) verheiratet, einer Tochter König Philipps III. und Königin Johannas II. Sie hatten eine gemeinsame Tochter:
- Johanna (* Mai 1351; † 16. September 1371 in Béziers)

Außerdem hatte Philipp mehrere uneheliche Kinder:
- Jean d’Armagnac († nach 1350),
- Thomas, seigneur de la Marche († 1361)